# Zbigniew Czerwiński (ur. 1960)
Zbyszek Leszek Czerwiński (ur. 8 października 1960 w Janowcu Kościelnym) – generał dywizji Wojska Polskiego.

## Życiorys
Zbyszek Leszek Czerwiński w 1983 ukończył Wyższą Oficerską Szkołę Samochodową i rozpoczął zawodową służbę wojskową w 6 szkolnym pułku samochodowym na stanowisku dowódcy plutonu szkolnego. W latach 1987–2005 zajmował stanowiska służbowe : Szefa Służby Czołgowo-Samochodowej w 45 pułku zmechanizowanym, Zastępcy Dowódcy do spraw technicznych w 45 Ośrodku Materiałowo–Technicznym, Szefa Logistyki Zastępcy Dowódcy w 9 Podlaskiej Brygadzie Zmechanizowanej, następnie Szefa Wydziału Technicznego i po 3 latach  Szefa Logistyki Zastępcy Dowódcy 1 Warszawskiej Dywizji Zmechanizowanej Od 2006 roku pełnił obowiązki  Głównego Specjalisty w Generalnym Zarządzie Logistyki (P-4) Sztabu Generalnego Wojska Polskiego a w 2007 wyznaczony został na stanowisko Zastępcy Szefa Sztabu Wojsk Lądowych. W 1987 uzyskał tytuł magistra na  Politechnice Poznańskiej w tym też roku ukończył Wyższy Kurs Doskonalenia Oficerów. Kurs Przeszkolenia Szefów Służb Technicznych ukończył w 1988, a w 1992 studia podyplomowe w Wojskowej Akademii Technicznej. Studia podyplomowe w Akademii Obrony Narodowej ukończył w 2002 roku. 15 sierpnia 2007 mianowany przez prezydenta Rzeczypospolitej Polskiej Lecha Kaczyńskiego na stopień generała brygady. W październiku 2009 objął stanowisko Szefa Zarządu Planowania Rzeczowego - P8 Sztabu Generalnego WP, a 9 listopada 2010 przez prezydenta RP Bronisława Komorowskiego mianowany został do stopnia generała dywizji.
Żonaty: żona Małgorzata, dzieci: córka Agnieszka i syn Marcin.